# Dominicana (galinha)
O Dominicana (ou "Dominique") é uma raça de originária do Estados Unidos durante o período colonial. É considerada a raça mais de frango mais antiga da América do Norte, provavelmente, descendente de galinhas trazidas para a Nova Inglaterra do sul da Inglaterra durante os tempos coloniais. Por volta do século XIX, eles eram muitos populares e foram criados em muitas partes do país. Dominique é uma raça de dupla finalidade, sendo valorizados por sua carne, bem como para os seus ovos castanhos. Eles pesam de 6 a 8 libras (2,7 a 3,6 kg) na maturidade. Em tempos anteriores, as suas penas eram muito procuradas como recheio para travesseiros e colchões.

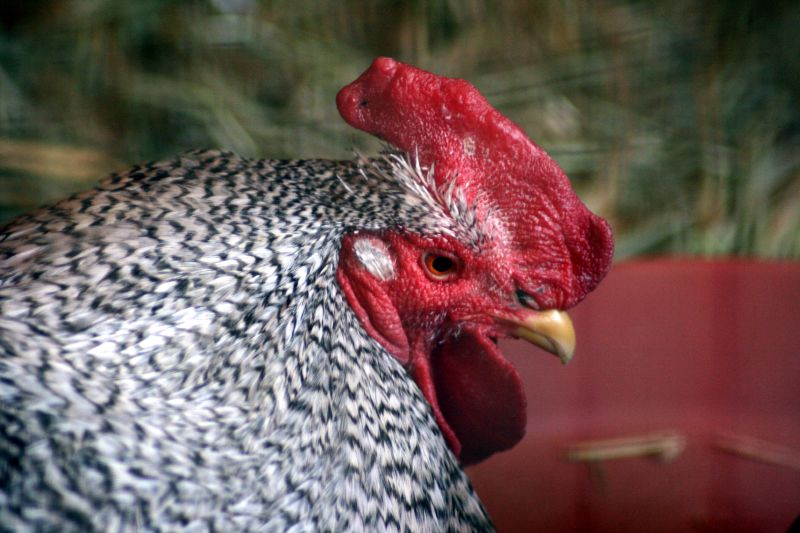
Galo Dominique velho.

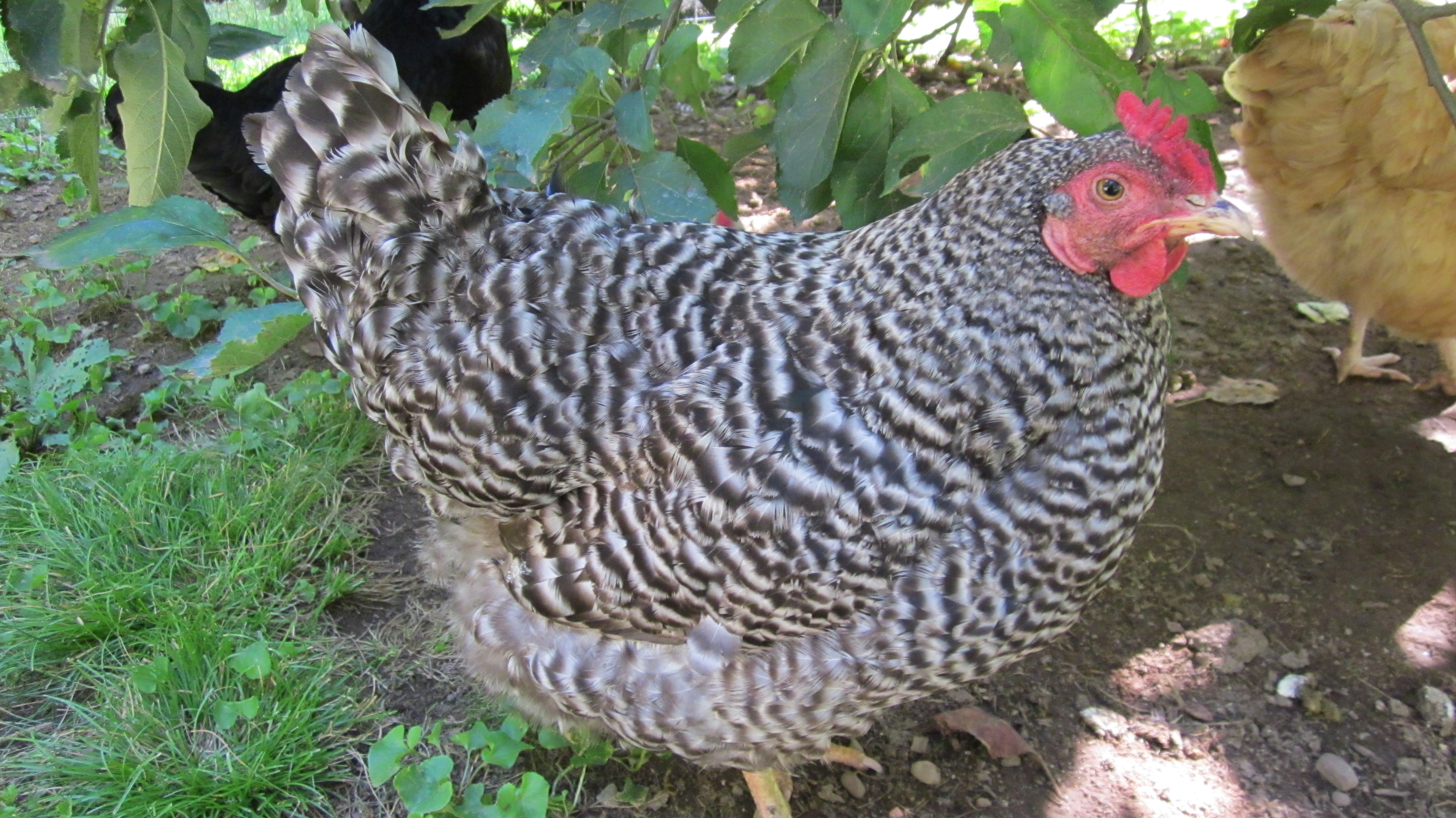
Galinha Dominicana